# Terremoto de Constantinopla de 447
El área alrededor de Constantinopla se vio afectada por un gran terremoto en el año 447 d. C. Causó graves daños a las murallas de Teodosio recientemente terminadas en Constantinopla, destruyendo 57 torres y grandes tramos de las murallas. Los registros históricos no mencionan las víctimas directamente asociadas con este terremoto, aunque se informó que miles de personas murieron como consecuencia del hambre y un "olor nocivo".

## Terremoto
Existe cierta incertidumbre en la fecha de este terremoto, ya que se proponen el 26 de enero, el 6 de noviembre, el 8 de noviembre y el 8 de diciembre.